# Gran Premio de Indianápolis de Motociclismo de 2009
El Gran Premio de Indianápolis de Motociclismo de 2009 (oficialmente: Red Bull Indianapolis Grand Prix) fue la duodécima prueba del Campeonato del Mundo de Motociclismo de 2009. Tuvo lugar en el fin de semana del 28 al 30 de agosto de 2009 en el Indianapolis Motor Speedway, situado en Indianapolis, Indiana, Estados Unidos.
La carrera de MotoGP fue ganada por Jorge Lorenzo, seguido de Alex de Angelis y Nicky Hayden. Marco Simoncelli fue el ganador de la prueba de 250 cc, por delante de Hiroshi Aoyama y Álvaro Bautista. La carrera de 125 cc fue ganada por Pol Espargaró, Bradley Smith fue segundo y Simone Corsi tercero.

## Resultados

### Resultados MotoGP
| Pos.    | N.º | Piloto           | Constructor | Vueltas | Tiempo    | Parrilla | Pts. |
| ------- | --- | ---------------- | ----------- | ------- | --------- | -------- | ---- |
| 1       | 99  | Jorge Lorenzo    | Yamaha      | 28      | 47:13.592 | 2        | 25   |
| 2       | 15  | Alex de Angelis  | Honda       | 28      | +9.435    | 4        | 20   |
| 3       | 69  | Nicky Hayden     | Ducati      | 28      | +12.947   | 6        | 16   |
| 4       | 4   | Andrea Dovizioso | Honda       | 28      | +13.478   | 8        | 13   |
| 5       | 5   | Colin Edwards    | Yamaha      | 28      | +26.254   | 5        | 11   |
| 6       | 52  | James Toseland   | Yamaha      | 28      | +32.408   | 10       | 10   |
| 7       | 65  | Loris Capirossi  | Suzuki      | 28      | +34.400   | 11       | 9    |
| 8       | 36  | Mika Kallio      | Ducati      | 28      | +34.856   | 15       | 8    |
| 9       | 24  | Toni Elías       | Honda       | 28      | +45.005   | 7        | 7    |
| 10      | 3   | Dani Pedrosa     | Honda       | 28      | +45.377   | 1        | 6    |
| 11      | 7   | Chris Vermeulen  | Suzuki      | 28      | +45.478   | 14       | 5    |
| 12      | 14  | Randy de Puniet  | Honda       | 28      | +52.294   | 12       | 4    |
| 13      | 44  | Aleix Espargaró  | Ducati      | 28      | +1:03.552 | 16       | 3    |
| 14      | 41  | Gábor Talmácsi   | Honda       | 28      | +1:15.086 | 17       | 2    |
| Ret     | 33  | Marco Melandri   | Kawasaki    | 25      | Caída     | 9        |      |
| Ret     | 88  | Niccolò Canepa   | Ducati      | 23      | Retirado  | 13       |      |
| Ret     | 46  | Valentino Rossi  | Yamaha      | 12      | Caída     | 3        |      |
| Fuente: |     |                  |             |         |           |          |      |

### Resultados 250cc
| Pos.    | N.º | Piloto              | Constructor | Vueltas | Tiempo    | Parrilla | Pts. |
| ------- | --- | ------------------- | ----------- | ------- | --------- | -------- | ---- |
| 1       | 58  | Marco Simoncelli    | Gilera      | 26      | 45:43.599 | 3        | 25   |
| 2       | 4   | Hiroshi Aoyama      | Honda       | 26      | +1.943    | 2        | 20   |
| 3       | 19  | Álvaro Bautista     | Aprilia     | 26      | +4.661    | 6        | 16   |
| 4       | 63  | Mike Di Meglio      | Aprilia     | 26      | +12.776   | 1        | 13   |
| 5       | 15  | Roberto Locatelli   | Gilera      | 26      | +15.475   | 12       | 11   |
| 6       | 40  | Héctor Barberá      | Aprilia     | 26      | +19.471   | 4        | 10   |
| 7       | 52  | Lukáš Pešek         | Aprilia     | 26      | +22.682   | 11       | 9    |
| 8       | 55  | Héctor Faubel       | Honda       | 26      | +32.809   | 10       | 8    |
| 9       | 12  | Thomas Lüthi        | Aprilia     | 26      | +49.321   | 14       | 7    |
| 10      | 17  | Karel Abraham       | Aprilia     | 26      | +49.845   | 16       | 6    |
| 11      | 35  | Raffaele De Rosa    | Honda       | 26      | +53.567   | 15       | 5    |
| 12      | 25  | Alex Baldolini      | Aprilia     | 26      | +1:29.717 | 13       | 4    |
| 13      | 53  | Valentin Debise     | Honda       | 26      | +1:37.837 | 17       | 3    |
| 14      | 7   | Axel Pons           | Aprilia     | 26      | +1:46.672 | 18       | 2    |
| 15      | 56  | Vladimir Leonov     | Aprilia     | 26      | +1:46.821 | 21       | 1    |
| 16      | 11  | Balázs Németh       | Aprilia     | 25      | +1 vuelta | 20       |      |
| 17      | 10  | Imre Tóth           | Aprilia     | 25      | +1 vuelta | 19       |      |
| 18      | 29  | Barrett Long        | Yamaha      | 25      | +1 vuelta | 25       |      |
| 19      | 30  | Adam Roberts        | Yamaha      | 25      | +1 vuelta | 23       |      |
| Ret     | 14  | Ratthapark Wilairot | Honda       | 23      | Retirado  | 9        |      |
| Ret     | 6   | Alex Debón          | Aprilia     | 18      | Caída     | 8        |      |
| Ret     | 16  | Jules Cluzel        | Aprilia     | 7       | Caída     | 5        |      |
| Ret     | 75  | Mattia Pasini       | Aprilia     | 5       | Retirado  | 7        |      |
| Ret     | 8   | Bastien Chesaux     | Honda       | 0       | Caída     | 22       |      |
| WD      | 48  | Shoya Tomizawa      | Honda       |         | Lesionado |          |      |
| Fuente: |     |                     |             |         |           |          |      |

### Resultados 125cc
| Pos.    | N.º | Piloto             | Constructor | Vueltas | Tiempo    | Parrilla | Pts. |
| ------- | --- | ------------------ | ----------- | ------- | --------- | -------- | ---- |
| 1       | 44  | Pol Espargaró      | Derbi       | 23      | 42:07.925 | 4        | 25   |
| 2       | 38  | Bradley Smith      | Aprilia     | 23      | +0.120    | 5        | 20   |
| 3       | 24  | Simone Corsi       | Aprilia     | 23      | +0.448    | 6        | 16   |
| 4       | 18  | Nicolás Terol      | Aprilia     | 23      | +1.613    | 3        | 13   |
| 5       | 60  | Julián Simón       | Aprilia     | 23      | +1.801    | 1        | 11   |
| 6       | 93  | Marc Márquez       | KTM         | 23      | +19.345   | 9        | 10   |
| 7       | 17  | Stefan Bradl       | Aprilia     | 23      | +19.358   | 15       | 9    |
| 8       | 6   | Joan Olivé         | Derbi       | 23      | +25.611   | 10       | 8    |
| 9       | 73  | Takaaki Nakagami   | Aprilia     | 23      | +29.240   | 19       | 7    |
| 10      | 77  | Dominique Aegerter | Derbi       | 23      | +29.707   | 17       | 6    |
| 11      | 99  | Danny Webb         | Aprilia     | 23      | +30.464   | 11       | 5    |
| 12      | 94  | Jonas Folger       | Aprilia     | 23      | +44.460   | 21       | 4    |
| 13      | 39  | Luis Salom         | Aprilia     | 23      | +44.549   | 20       | 3    |
| 14      | 71  | Tomoyoshi Koyama   | Loncin      | 23      | +45.328   | 16       | 2    |
| 15      | 33  | Sergio Gadea       | Aprilia     | 23      | +45.435   | 7        | 1    |
| 16      | 88  | Michael Ranseder   | Aprilia     | 23      | +45.479   | 14       |      |
| 17      | 8   | Lorenzo Zanetti    | Aprilia     | 23      | +45.998   | 24       |      |
| 18      | 11  | Sandro Cortese     | Derbi       | 23      | +53.791   | 2        |      |
| 19      | 16  | Cameron Beaubier   | KTM         | 23      | +1:01.179 | 23       |      |
| 20      | 12  | Esteve Rabat       | Aprilia     | 23      | +1:02.814 | 22       |      |
| 21      | 7   | Efrén Vázquez      | Derbi       | 23      | +1:14.891 | 8        |      |
| 22      | 69  | Lukáš Šembera      | Aprilia     | 23      | +1:16.320 | 28       |      |
| 23      | 14  | Johann Zarco       | Aprilia     | 23      | +1:31.218 | 13       |      |
| 24      | 87  | Luca Marconi       | Aprilia     | 23      | +1:31.569 | 27       |      |
| 25      | 10  | Luca Vitali        | Aprilia     | 23      | +1:51.274 | 31       |      |
| Ret     | 29  | Andrea Iannone     | Aprilia     | 20      | Retirado  | 12       |      |
| Ret     | 35  | Randy Krummenacher | Aprilia     | 17      | Caída     | 25       |      |
| Ret     | 45  | Scott Redding      | Aprilia     | 11      | Retirado  | 26       |      |
| Ret     | 5   | Alexis Masbou      | Loncin      | 7       | Retirado  | 29       |      |
| Ret     | 74  | Ben Young          | Aprilia     | 3       | Retirado  | 32       |      |
| Ret     | 32  | Lorenzo Savadori   | Aprilia     | 3       | Retirado  | 18       |      |
| Ret     | 75  | Miles Thornton     | Aprilia     | 1       | Caída     | 30       |      |
| Fuente: |     |                    |             |         |           |          |      |